# J.プレス

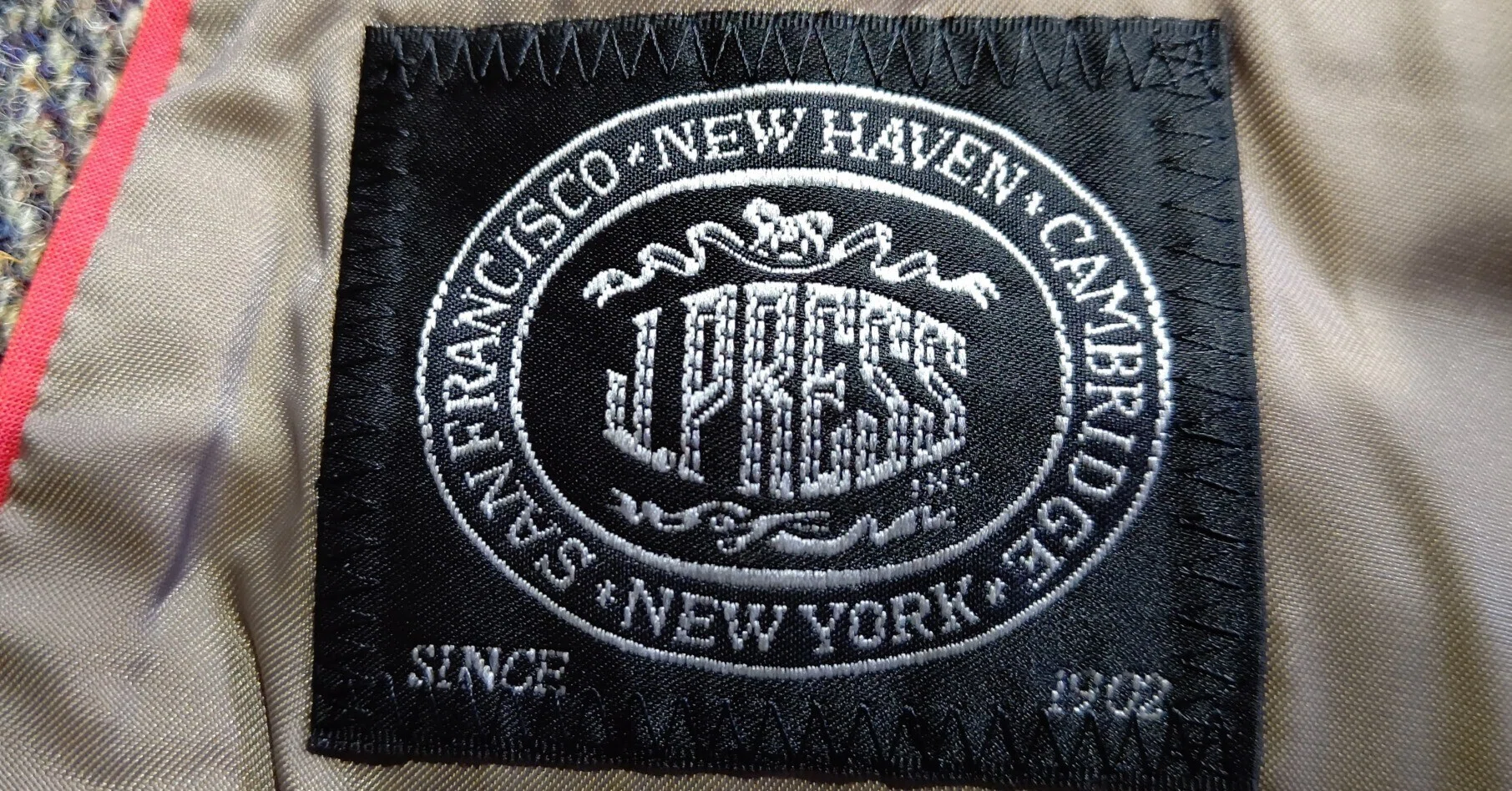
Jプレスのタグ

J.プレス（J. Press）は、1902年にアメリカ合衆国コネチカット州ニューヘイブンで創業した洋服販売店。

## 概要
1902年、コネチカット州ニューヘイブンにおいてジャコビ・プレス（Jacobi Press）によって創業され、同社は現在、ニューヨーク、ワシントンD.C.、ケンブリッジの3都市に支店を有している。以前はサンフランシスコとプリンストンにも支店があった。 
1974年に日本市場向けにライセンス権を売却。 1986年にライセンシーを務めていた日本のアパレル企業オンワードに買収された。現在でもニューヘイブンの本店はJ.プレス最大の店のままであり続けている。 

## スタイル
1902年の創業以来、J.プレスは現在のアメリカではまれになった伝統的な3つボタン様式のジャケットを基本として生産し続けていて、パンツもノータックで1 3/4"のカフ付きを推奨したものを販売している。
生地は基本的に落ち着いた色目で、例外は伝統的に明るい色づかいのカジュアルなパンツやセーターのみである。ネクタイは伝統柄のストライプ、フーラードやペイズリー柄が多い。アイビー・リーグ校に因んだ柄や色も多い。上着はラムズウール、カシミア、キャメル、ヘリンボーン・ツイードでチェスタフィールド型のベルベットの襟のものが多い。J.プレスは伝統的なアイビー・スタイルのブランドとしている。